# Crimpenhof
Crimpenhof is een overdekt winkelcentrum in de gemeente Krimpen aan den IJssel. Het is het grootste winkelgebied van de plaats en vervult daarom de functie van het centrum.

## Geschiedenis
Het winkelcentrum ontstond rond 1960 toen de groei van Krimpen aan den IJssel door de aanleg van de Algerabrug in een stroomversnelling raakte. De eerste winkels met maisonnettes aan het Raadhuisplein werden gebouwd in 1959, en een tweede rij winkels werd in 1962 haaks op de oude gebouwd. In de loop van de jaren 60 werden steeds meer winkels bijgebouwd. Eind jaren 80 / begin jaren 90 is het complex overdekt en is het huidige winkelcentrum ontstaan. Het overdekte winkelcentrum is ontworpen door AGS Architects, en na de overkapping won het winkelcentrum in 1992 een prijs van het International Council of Shopping Centers (ICSC). Het winkelcentrum trok destijds 75.000 bezoekers per week. In 2022 en 2023 onderging het winkelcentrum een make-over waarbij onder andere een nieuwe huisstijl en een nieuw logo werden geïntroduceerd, schilderwerk plaatsvond, een nieuwe inrichting werd verzorgd en een nieuwe vloer van vinyltegels werd gelegd. Hiermee is Crimpenhof het eerste winkelcentrum van Nederland met dit type vloer.

## Het winkelcentrum
Winkelcentrum Crimpenhof heeft vijf ingangen. Er zijn anno mei 2023 63 winkels in het winkelcentrum gevestigd, met onder meer 6 restaurants en 3 supermarkten. Er is tevens een openbaar toilet aanwezig. De vloer in het openbare gedeelte van het centrum is grijs met donkergrijze randen van 75 cm breed, die de maximale afstand aangeven waarop winkels producten mogen uitstallen. Er bevinden zich drie overdekte pleinen in het winkelcentrum.